# Prüfstand 7 (Film)
Prüfstand 7 ist ein deutscher Essayfilm von Robert Bramkamp aus dem Jahr 2001. Er ist die einzige von Thomas Pynchon autorisierte filmische Bearbeitung des Romans Die Enden der Parabel (Gravity’s Rainbow).

## Inhalt
Sie war die erste Rakete, die ins Weltall flog. Am 3. Oktober 1942 gelang es den Ingenieuren der Heeresversuchsanstalt Peenemünde nach vielen Fehlstarts die erste A4-Rakete, später bekannt unter der Propagandabezeichnung Vergeltungswaffe 2 (V2), in den Weltraum zu schießen. Im Film meldet sich der Geist der Rakete zu Wort. In Gestalt der jungen Frau Bianca macht er sich auf die Suche nach seiner Herkunft aus technischen, militärischen, politischen, literarischen, filmischen und psychischen Realitäten.
Bianca ist mal in der Kleidung einer amerikanischen Weltkriegssoldatin, mal als Ufa-Star, dann wieder als moderne BMW-Fahrerin unterwegs. Ihre Suche führt sie vom Prüfstand VII auf Peenemünde in den KZ-Stollen Mittelbau-Dora bei Nordhausen bis hin zum geplanten Space Park in Bremen. Dabei wechseln sich Interviews mit Spiel- und Making-Of-Szenen ab. Originalaufnahmen toter KZ-Häftlinge, die die Rakete bauen mussten, und die vielen Fehlstarts der V2 sind zu sehen. Ist die Rakete einmal auf ihrem Weg, kann niemand mehr in die technischen Abläufe in ihrem Inneren eingreifen. Auf ihrer parabelförmigen Flugbahn zwischen Start und Einschlag entfaltet sie ein Eigenleben. Um ein Schmelzen des Triebwerks beim Start zu verhindern, wird der sogenannte Ofen im hinteren Teil der Rakete mittels eines Alkoholschleiers gekühlt. Irgendwo hinter diesem Schleier wurde Bianca zum Leben erweckt.
Eine heimliche Seelenverwandtschaft verbindet Bianca mit dem amerikanischen Agenten Slothrop, dem Helden in Thomas Pynchons Roman Die Enden der Parabel. Jeder Raketeneinschlag wird ihm vorher durch eine Erektion angezeigt. Der Film erklärt auch, dass die Rakete mit 4- bis 5-facher Schallgeschwindigkeit unterwegs ist. Sie schlägt also ein, bevor man sie hören kann. Daher ist Slothrops Raketenfühligkeit auch für die Geheimdienste von großem Interesse.
Die magische Anziehungskraft der V2 befällt selbst ihren Schöpfer im Film, Wernher von Braun. Die Originalaufnahmen von ihm seien allerdings gefälscht. Wernher von Braun habe eigentlich ausgesehen wie der Schauspieler Peter Lohmeyer. Freiwillig stellt sich von Braun/Lohmeyer an den berechneten Einschlagsort der Rakete, um jene letzten drei oder vier Sekunden ihres Fluges, in denen sie häufig als „Luftzerleger“ auseinanderbrach, miterleben zu können. Sie verfehlt ihn um wenige Meter. Er beschreibt diesen Moment als den glücklichsten seines Lebens.
Ruth Kraft, Biancas fiktive Tante im Film, findet für die V2 im Roman Insel ohne Leuchtfeuer Worte wie Goldenes Kalb, beschreibt sie als Götzen, um den sich die Aufmerksamkeit von 10.000 Männern und Frauen dreht. Ihre Zeit als technische Rechnerin in der Heeresversuchsanstalt beschreibt Ruth Kraft als dem Kriegsalltag entrückte Parallelexistenz auf einer Isola Bella des Nordens.
Mit an der Suche beteiligt sind im Film neben Bianca und dem ebenfalls auftretenden Filmemacher Bramkamp auch der Medienwissenschaftler Stefan Heidenreich und der Journalist Helmut Höge. Sie interviewen Wissenschaftler, Zeitzeugen und Künstler. Biancas Eingreifen in diese dokumentarischen Szenen macht die Protagonisten zu Mitspielern. Fakten und Fiktion verbinden sich entlang den Fragen nach dem Mythos Rakete.

## Hintergrund
Als Robert Bramkamp Ende der 1990er Jahre parallel zum Aufbau der ISS eine Art Space-Revival in der Öffentlichkeit wahrnahm, fiel ihm gleichzeitig auf, wie wenig das Objekt und Kollektivsymbol Rakete hinterfragt wurde, als zur Jahrtausendwende Visionen des Space Age wiederholt wurden. Nur über die Rakete ist die Verbindung zwischen Erde und Weltraum überhaupt möglich. Es reizte ihn, den Zusammenhang zwischen dem Urobjekt V2, dessen Ziel als Waffe noch nicht das Weltall war, zur zeitgenössischen Rakete für die Personenbeförderung zu untersuchen. In der Bipolarität der Rakete zwischen ziviler und militärischer Nutzung sah er ein mediales Regierungsprogramm. Das Pendeln der Königin der Ambivalenz zwischen Gut und Böse, Lebensförderung und Todesarbeit wirke in den Massenmedien als scheinbar absichtsloses Muster.
Bramkamp kannte Thomas Pynchons Roman Die Enden der Parabel und sah dessen Bedeutung für den geplanten Film, da „es die in dem Buch auf den Gegenstand Rakete bezogenen Erkenntnisse und Perspektiven woanders gar nicht gibt.“ Diese Vielstimmigkeit sollte sich in einer „Charakterstudie der Rakete“ mit verschiedenen Bild- und Erzähldialekten verbinden, die alle ihre begrenzte Reichweite haben. Mehrere Erzählerstimmen versuchen neben Bianca, die auch eine Figur im Roman ist, die erzählerische Hoheit zu gewinnen.
Obwohl Pynchon bisher Verfilmungen seines Romanes abgelehnt hatte, sicherte er Bramkamp schließlich „keine Einwände“ gegen ein wörtliches oder filmisches Zitieren über bis zu 25 % der Filmlaufzeit zu, solange dies in Form des illegalen, gefundenen Fragments geschehe. Die Enden der Parabel ist nicht die Basis, sondern ein Teil des filmischen Essays.
Wie schon für Die Eroberung der Mitte arbeitete Bramkamp mit einem der beiden Sänger der australischen Band The Go-Betweens, Robert Forster, zusammen, welcher – zunächst solo, und im Film mit Begleitung des Filmorchesters Babelsberg – die letzte Seite von Thomas Pynchons Roman Die Enden der Parabel frei interpretierte.

## Veröffentlichung
Prüfstand 7 wurde am 27. Oktober 2001 auf den Internationalen Hofer Filmtagen uraufgeführt. Auf der Duisburger Filmwoche 2001 lief er parallel zum Dokumentarfilm Thomas Pynchon – A Journey into the mind of P. von Fosco und Donatello Dubini über den anonym zurückgezogen lebenden Schriftsteller Pynchon und die Gemeinde der „Pynchonites“, seine Verehrer. Am 27. Juni 2002 startete Prüfstand 7 in den deutschen Kinos. Die Fernseh-Erstausstrahlung erfolgte im November 2002 auf dem Sender 3Sat. 2003 wurde der Film für den Grimme-Preis Kategorie Spezial nominiert.
Das Goethe-Institut richtete 2019 in China eine Reihe von Filmen und Diskussionen zu 100 Jahren deutscher Science-Fiction zwischen Ideen und Träumen aus, in welcher neben Bramkamps Spielfilm Art Girls auch Prüfstand 7 gezeigt und in der Reihe Zu Gast diskutiert wurde. In Korea in der Cinemathek Seoul fokussierte die Reihe auf Bilder der Zukunft: Sci-Fi im deutschen Kino.
Der Film ist inzwischen im Verleih von Arsenal Distribution und als VoD bei der Streaming-Plattform Sooner.

## Rezeption

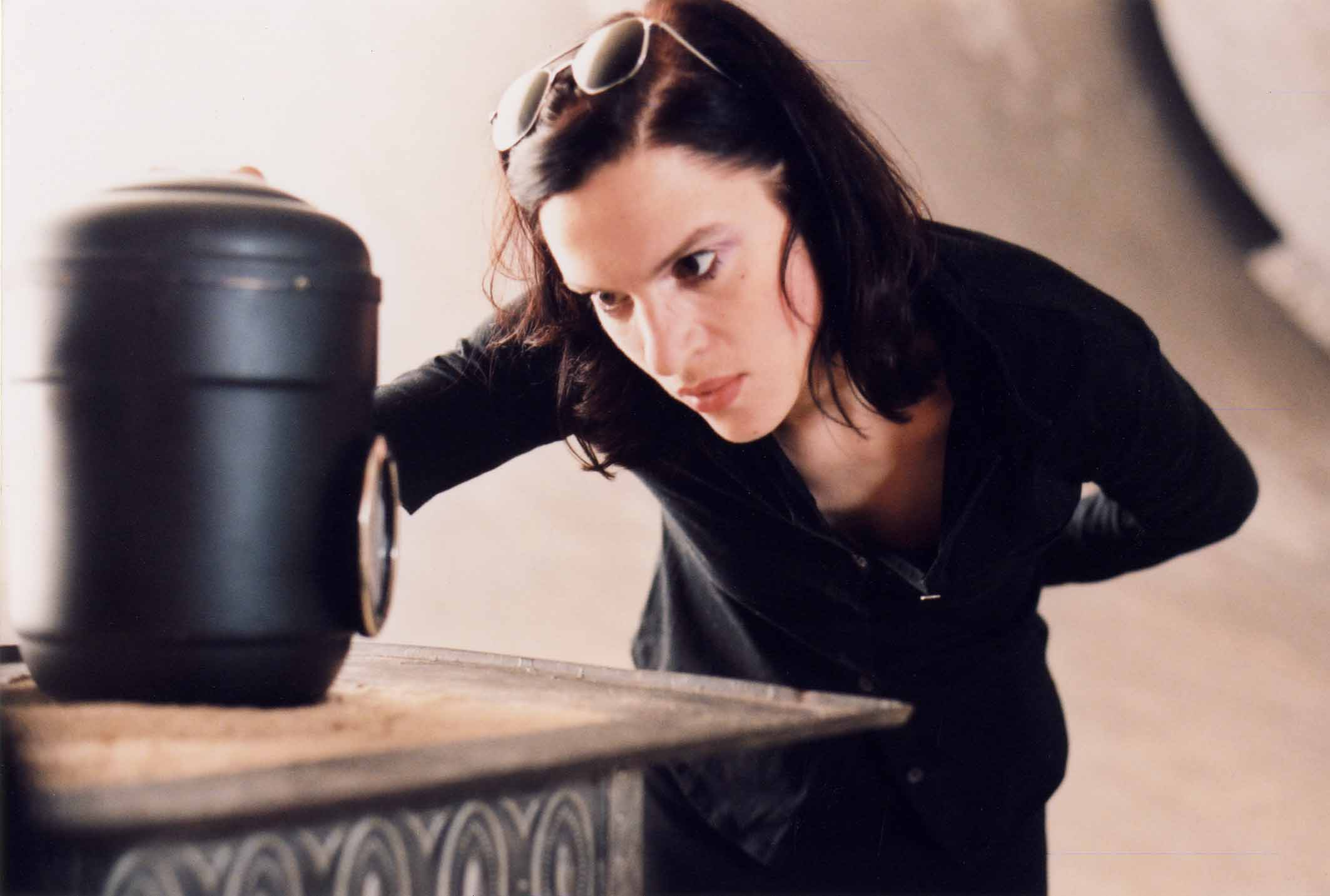
Inga Busch als Bianca in „Prüfstand 7“ (2001)

Wie bereits Pynchons Roman bietet auch Prüfstand 7 eine Vielzahl an Anknüpfungspunkten für Analyse und Interpretation. Allein die Genrezuordnung fällt in der Kritik uneinheitlich aus. Hans Messias vom Filmdienst meint: „weder Spielfilm noch Literaturverfilmung, weder Dokumentarfilm noch eine Mischform von allem, kopflastig und schwer zu entschlüsseln, aber gerade deshalb ein Film, der zum mehrmaligen Anschauen herausfordert.“ Philipp Bühler von der Berliner Zeitung nennt den Film eine „ironisch verspielte Dokumentarfiktion“, Claus Löser von Tip Berlin bezeichnet ihn als „experimentelle Film-Collage“, Alexander Kluge schlägt im Kulturmagazin News & Stories auf Sat. 1 das Genre Geisterfilm vor und der Produzent des Films Laurens Straub ist sich in seinen Producer Notes sicher, dass es sich um einen Essayfilm handelt.
Die Filmkritik zu Prüfstand 7 konzentriert sich meist auf den Vergleich mit Die Enden der Parabel. So vermisst Jochen Förster von der Berliner Morgenpost die den Roman auszeichnende „virtuose Feinmaschigkeit seiner Querbezüge“: „Als Bianca kurz vor Schluss fragt, ob es reiche, ‚alle Fakten zusammen zu bringen, nur weil sie sonst immer getrennt sind‘, hat Prüfstand 7 längst geantwortet. Bramkamp darf sich rühmen, als erster Regisseur an Pynchon gescheitert zu sein.“ Peter Körte von der Frankfurter Allgemeinen Sonntagszeitung erkennt, dass Bramkamp nicht Pynchons Roman verfilme, sondern das „Lied der Rakete“, wie der Film ursprünglich heißen sollte, mit einigen Pynchon-Noten. Philipp Bühler findet, dem postmodernen Geist der Vorlage werde Bramkamp durchaus gerecht. „Das Rätsel Rakete bleibt im Film ungelöst, wie auch in Pynchons Erzählung, wo Bianca übrigens nur eine Nebenrolle spielt.“ Zuweilen setze sich Bramkamp dem Vorwurf der Peinlichkeit aus: „Biancas bohrende Fragerei wirkt mehr als unbeholfen; anstelle seines Vorbilds Alexander Kluge erreicht Bramkamp mit seiner Billig-Ästhetik eher Schlingensiefs Krawallkino. Aber das Raketenprinzip des selbstverständlich unverfilmbaren Buches hat Bramkamp begriffen: Mühsam zusammengeführte Teile brechen wieder auseinander, ein Fehlstart kann zum Ziel führen. Der Geist lebt.“
Michael Girke beschreibt Prüfstand 7 in der Tageszeitung junge Welt als einen Film, der „eine radikale Kritik ist an der Art, wie Geschichte in Kino, TV, Feuilleton aufbereitet wird und der zugleich selber eine umfassendere Konzeption von Geschichte ist, die ganz selbstverständlich und fulminant wie sonst nur Achternbusch oder Godard eine zentrale Frage des Films beantwortet: wie das sogenannte Fiktive und das sogenannte Dokumentarische nicht zu trennen sind.“ Georg Seeßlen unterstreicht in Epd film den Bezug zu Pynchon: „So wie sich bei Pynchon gleichsam Texte selbstständig machen, um ihr eigenes Leben zu entfalten, so verwandeln sich bei Bramkamp Filme in lebendige Systeme, die unentwegt weiteragieren und -reagieren.“
Cristina Moles Kaupp nennt den Film in Der Tagesspiegel „ein hybrides Kunstprodukt, das faszinierend zwischen Technik, Geschichte, Weltraumvisionen, Mythen und männlichen Omnipotenz-Phantasien oszilliert.“

## Buch zum Film
Parallel zum Film erschien Prüfstand 7. Das Buch zum Film. Material zum Film und andere Forschungen zum Geist der Rakete von Robert Bramkamp und Olga Fedianina bei Maas Media. Nachdem bereits Die Enden der Parabel als unleserlich und der Stoff als unverfilmbar befunden wurden, hält Dietrich Kuhlbrodt nun auch das Buch Prüfstand 7 für „unmöglich: die Parallelwelt der Parallelwelt einer Parallelwelt.“ Ein Witz sei es schon, „daß im Buch explizite Botschaften gedruckt sind, die im diskursdokumentarischen Film in Bildern, durch Fiktion und Montage verrätselt sind.“ Persönlich findet Kuhlbrodt: „Mir hat's Spaß gemacht, sicherlich gekitzelt vom Reiz des eigentlich Unstatthaften.“
Neben Texten von Helmut Höge, Rebecca Ladewig, Mario Mentrup u. a. enthält das Buch den klassischen Aufsatz Medien und Drogen in Pynchon’s Zweitem Weltkrieg von Friedrich Kittler, der zum Ausgangspunkt eines Videointerviews mit Kittler wurde, das die Dreharbeiten zu Prüfstand 7 eröffnete. Laurence Rickels diskutiert das Interview in seinem Buch Germany. A Science Fiction und betont den Aspekt der „PsiFi“, die die Möglichkeit einer beginnenden Trauerarbeit auslotet. „In Prüfstand 7 wechseln sich direkte Treffer auf die verdrängte Vergangenheit mit Sackgassen der Allegorisierung ab. Wir nähern uns dem Zulassen von Trauern als kollektiver oder globaler Arbeit.“